# ماتیاس کلر
ماتیاس کلر (انگلیسی: Matthias Keller؛ زادهٔ ۲۰ نوامبر ۱۹۷۴) بازیکن فوتبال اهل آلمان است.
از باشگاه‌هایی که در آن بازی کرده‌است می‌توان به باشگاه فوتبال کایزرسلاوترن و باشگاه فوتبال هوفنهایم اشاره کرد.